# Eranina diana
Eranina diana là một loài bọ cánh cứng trong họ Cerambycidae.